# Konkatenacija (matematika)
Konkatenacija (tudi lepljenje) je v matematiki združevanje dveh števil, tako, da ju sestavimo (zlepimo) v eno število. 
Konkatenacijo dveh števil {\displaystyle a\,} in {\displaystyle b\,} označujemo z {\displaystyle a||b\,}. Konkatenacija {\displaystyle b||a\,} pomeni popolnoma drugačno število. Primer: prvo število je 345, drugo pa naj bo 678. Prvi primer konkatenacije obeh števil je 345678, drugi primer pa je 678345.  
Izraz se uporablja tudi v računalništvu, kjer pa pomeni sestavljanje dveh nizov znakov. 